# LG G6
LG G6是由LG電子製造的一款Android智慧型手機，於2017年2月26日在2017年MWC發布，為LG G5的後續機種。G6放棄了模組化，增加了IP68防水防塵，並且採用了較高的18:9 5.7吋螢幕。同期最大的競爭對手為三星Galaxy S8、Sony Xperia XZ Premium、HTC U Ultra。

## 技術規格
- 後置攝像頭：Sony IMX258 1300萬像素光學防手震鏡頭(f/1.8, OIS, 3-axis)+1300萬像素雷射自動對焦廣角鏡頭(f/2.4)
- 前置攝像頭：500萬像素
- 內存：4GB RAM
- 存儲：32/64 GB
- 電池：3300 mAh
- 尺寸：5.7寸
- 處理器：高通驍龍821
- 操作系統：Android 7.0 Nougat
- 重量：162克
- 螢幕：2K 2880*1440 IPS LCD HDR螢幕 564ppi